# Dražen Brnčić
Dražen Brnčić (Zagreb, 17 juli 1971) is een Kroatisch voetbalcoach en voormalig voetballer met tevens de Belgische nationaliteit. 

## Spelerscarrière
Brnčić begon met voetballen in zijn geboorteland maar kwam aan het begin van de Joegoslavische oorlogen naar België. Via de oom van een vriend leek hij aan de slag te kunnen bij Racing Jet Waver. Dat ging uiteindelijk niet door, maar Brnčić belandde uiteindelijk toch in België, namelijk bij amateurclub ACHE. Via deze club belandde hij bij eersteklasser Charleroi SC, waar hij drie seizoenen speelde. Na zijn tweede seizoen werd hij er uitgeroepen tot Zèbre d'Or. Brnčić werd in zijn Charleroi-periode door Aimé Antheunis gecontacteerd om bij KRC Genk te komen voetballen en zijn ex-trainer Luka Peruzović wilde hem graag meenemen naar Standard Luik, maar deze transfers gingen uiteindelijk niet door.
In 1998 trok Brnčić naar Serie B-club US Cremonese. Twee blessures hielden hem er telkens twee maanden aan de kant. Cremonese zakte op het einde van het seizoen 1998/99 naar de Serie C1, maar Brnčić kon aan de slag blijven bij reeksgenoot AC Monza. Hij speelde er een goed seizoen, waarop de club hem verkocht aan AC Milan, een club waarmee Monza al een paar jaar samenwerkte.
Brnčić kwam in het seizoen 2000/01 vijfmaal in actie voor Milan: op 13 september 2000 mocht hij op de eerste speeldag van de Champions League vijf minuten voor tijd invallen tegen Besiktas JK, op 23 december 2000 mocht hij in de Serie A dertien minuten voor tijd invallen tegen AC Perugia, en in de Coppa Italia mocht hij drie keer meespelen. Eind januari werd hij uitgeleend aan Vicenza Calcio.
In 2001 werd Brnčić als pasmunt gebruikt in de transfer van Andrea Pirlo van FC Internazionale naar AC Milan. Inter zag in de Kroaat een ideale speler om als pasmunt te gebruiken. De club leende hem uit aan AC Ancona en SSC Venezia, maar gebruikte hem zelf nooit in een officiële wedstrijd.
Na twee contractjaren bij Internazionale verhuisde hij naar MVV Maastricht, waar hij van 2003 tot 2007 in de Eerste divisie voetbalde. Hierna keerde hij terug naar België, waar hij op lager niveau afbouwde en in 2011 stopte met voetballen.

## Trainerscarrière
Hij begon zijn trainersloopbaan bij RCS Verviétois. Vanaf juli 2014 werkte hij als hoofdtrainer bij Royale Union Saint-Gilloise. In april 2015 tekende hij een tweejarig contract bij Patro Eisden Maasmechelen. Hij verliet de club na tegenvallende resultaten en tekende bij RFC Seraing in december 2015. Op 6 maart 2016 werd hij ontslagen door de club, die licentieproblemen wilde vermijden. In november van dat jaar werd hij aangesteld bij RWDM 47. Brnčić leidde de club van Derde naar Eerste klasse amateurs. Na de gemiste promotie in het seizoen 2018/19 en de bekeruitschakeling tegen KFC Dessel Sport in augustus 2019 werd hij aan de deur gezet.
Op 31 december 2019 kondigde RFC Liège de komst van Brnčić aan. De Belgo-Kroaat had in het verleden al eens een paar keer dicht bij een samenwerking met de club gestaan. Brnčić ondertekende een contract tot het einde van het seizoen bij de Luikenaars, die na zestien speeldagen slechts dertiende op zestien clubs stonden in Eerste klasse amateurs. Brnčić pakte in zijn eerste acht competitiewedstrijden 13 op 24, waardoor de club twaalfde stond toen de competitie in maart 2020 vroegtijdig werd stopgezet vanwege de coronapandemie. In april 2020 ondertekende Brnčić een contract van onbepaalde duur bij de vijfvoudige landskampioen.
Nadat het seizoen 2020/21 grotendeels in rook opging vanwege de coronapandemie – Liège kwam wel in actie in de Beker van België, waar het in de zestiende finales sneuvelde tegen RSC Anderlecht –, begon Brnčić ook aan het seizoen 2021/22 met de Luikenaars. RFC Liège draaide dat seizoen steeds mee bovenin Eerste nationale, maar desondanks werd hij in maart 2022 ontslagen. De club verklaarde dat het zich zorgen maakte over het ontwikkelde spelniveau en dat een schokeffect noodzakelijk was. Onder zijn opvolger Gaëtan Englebert speelden de Luikenaars op het einde van het seizoen de promotie-playoffs, maar uiteindelijk was het FCV Dender EH dat naar Eerste klasse B promoveerde.
Na zijn vertrek bij RFC Liège bleef Brnčić meer dan een jaar zonder club. De Kroatische Belg stond in die periode dicht bij twee clubs uit Eerste klasse B en had ook contact met clubs uit onder andere de Keuken Kampioen Divisie en de Championnat National 2. Uiteindelijk ging hij in november 2023 aan de slag bij Royale Union Tubize-Braine.

## Statistieken
| seizoen                      | club            | land      | competitie      | wed. | goals |
| ---------------------------- | --------------- | --------- | --------------- | ---- | ----- |
| 1994/95                      | ACHE            | België    |                 |      |       |
| 1995/96                      | Charleroi       | België    | Eerste Klasse   | 20   | 1     |
| 1996/97                      | Charleroi       | België    | Eerste Klasse   | 32   | 3     |
| 1997/98                      | Charleroi       | België    | Eerste Klasse   | 22   | 6     |
| 1998/99                      | Cremonese       | Italië    | Serie B         | 22   | 2     |
| 1999/00                      | Monza           | Italië    | Serie B         | 37   | 9     |
| 2000/01                      | AC Milan        | Italië    | Serie A         | 1    | 0     |
| 2000/01                      | Vicenza (huur)  | Italië    | Serie A         | 4    | 0     |
| 2001/02                      | Internazionale  | Italië    | Serie A         | 0    | 0     |
| 2001/02                      | Ancona (huur)   | Italië    | Serie B         | 2    | 0     |
| 2002/03                      | Venezia (huur)  | Italië    | Serie B         | 28   | 1     |
| 2003/04                      | MVV             | Nederland | Eerste Divisie  | 16   | 2     |
| 2004/05                      | MVV             | Nederland | Eerste Divisie  | 17   | 3     |
| 2005/06                      | MVV             | Nederland | Eerste Divisie  | 38   | 14    |
| 2006/07                      | MVV             | Nederland | Eerste Divisie  | 29   | 2     |
| 2007/08                      | Visé            | België    | Derde Klasse B  | ?    | ?     |
| 2008/09                      | Visé            | België    | Derde Klasse B  | ?    | ?     |
| 2009/10                      | RFC Sérésien    | België    | Vierde Klasse D | ?    | ?     |
| 2010/11                      | Sprimont        | België    | Vierde Klasse D | ?    | ?     |
| 2011/12                      | United Richelle | België    | 1e Prov. Luik   | ?    | ?     |
| Totaal                       | Totaal          | Totaal    | Totaal          | 268  | 43    |
| Laatst bijgewerkt op 7-3-'16 |                 |           |                 |      |       |